# Yakhchal
Un yakhchal (persa: یخچال, literalment 'fossat de gel'; yakh significa 'gel' i chāl 'fossat') és una construcció arquitectònica per produir gel i conservar aliments que aprofitava la refrigeració per evaporació i es va desenvolupar a Pèrsia. En la majoria dels casos, és un edifici en forma de dom en espiral.

## Història
Les antigues poblacions de Pèrsia van dominar el control de la temperatura durant l'estiu al desert a partir dels anys 440 ae. Les primeres referències històriques, però, de l'ús de yakhchals per produir gel es remunten al segle xvii. Un viatger a la ciutat d'Esfahan els descriu així:
| «                         | Hi havia molts yakhchals a Esfahan; alguns eren d'ús privat. Els pobres, però, també podien usar-los per a refredar aigua. Es conservaven sorbets i fruita amb gel en totes les tendes. Es venien grans trossos de gel duts per rucs per tota la província. A Esfahan, la gent podia comprar gel al basar o directament al yakhchal. | » |
| — (Ernest Holster, 1870). | |   |

Al cap del temps, per moltes raons, els yakhchals van deixar d'utilitzar-se a poc a poc fins a caure en desús. La principal raó del declivi foren els refrigeradors moderns, que permeten produir gel de manera individualitzada i amb menys esforç. A més, el gel industrial és més net que el dels yakhchals, que solia estar barrejat amb pols i terra provinent de l'estany. Finalment, la forta erosió provocada pel vent (sobretot en zones desèrtiques) feia que els yakhchals necessitaren un manteniment constant.

## Funcionament
Les parts sobre la terra del yakhchal estaven connectades als qanats (sistema de canalitzacions d'aigua al desert) i també rebien aigua a partir de captadors de vent. Durant l'estació freda l'aigua es destinava a l'estany, que es gelava durant la nit. A l'alba, el gel era tallat a trossos i portat al magatzem de gel. Com el magatzem de gel tenia forma cònica, l'aire atrapat a dins s'escalfava sota la cúpula, mentre que les capes inferiors romanien fresques. A voltes, els yakhchals presentaven sistemes addicionals per millorar la producció de gel, com un pou sota l'estructura per evacuar l'excés d'aigua de desglaç. També podien contenir diversos conductes d'aigua que refredaven les pedres del canal d'on s'extreia el gel, així com el perímetre exterior de la volta.

## Tipus deyakhchals
Els pous de gel de tipus yakhchal tenien tres formes diferents:

### Yakhchalde volta
Aquesta configuració podia trobar-se a les zones desèrtiques del nord-oest i centre de l'Iran. Són construccions en forma de con amb murs de tova de més d'un metre d'ample la grossor dels quals disminuïa cap al cim de la volta. Per formar les parets s'utilitzava un morter especial impermeable anomenat sarooj, que es preparava barrejant sorra, argila, pedra calcària, clares d'ou, pèl de cabra i cendra. La part exterior dels murs contenia escales, que permetien reparar fàcilment la capa més exposada als elements naturals. Al lateral de la volta solia haver-hi un mur que projectava l'ombra sobre l'estany al nord i servia per a congelar l'aigua. Els yakhchals en forma de volta solien tenir dues portes: una cap al nord entre l'àrea de congelació i l'estany, per introduir el gel al yakhchal durant l'hivern, i una altra cap al sud per extraure el gel durant l'estiu. La porta de l'extrem sud solia connectar-se amb una escala que baixava a l'interior de l'edifici per arribar al gel de les parts més fondes. Quan no s'usaven, les portes se segellaven amb llot i tova.

### Yakhchalsubterrani
Aquest tipus de construcció podia trobar-se a les regions centrals i al nord de l'Iran, com Teheran i Saveh. A diferència del yakhchal de volta, la major part de la seua estructura era per sota del nivell del sòl. El sostre solia estar fet de maó i adoptava una forma de volta de canó o de volta de creueria.

### Yakhchalobert
Aquest tipus de yakhchal sense sostre només existia a Esfahan, i consistia simplement en un mur que projectava l'ombra sobre un estany. En aquest cas, el gel era portat de nit o a l'alba fins a l'estany. Llavors es trencava el gel a trossos i s'hi abocava aigua fins a crear una capa homogènia. Aquesta capa era coberta amb palla o vímet abans d'afegir-hi una altra capa de gel. Així s'aconseguia aïllar millor cada capa de gel, i a més resultava més fàcil traure gel del pou durant l'estiu sense haver de trencar tot el gel de l'estany. Aquesta tècnica en diverses capes també era usada en els yakhchals de volta.